# Muzeul de Artă Aplicată din Viena
Muzeul de Artă Aplicată din Viena (în germană Museum für angewandte Kunst) este un muzeu situat pe Ringstraße din Viena. Școala aferentă instituției (Kunstgewerbeschule) a influențat simțul artistic în Austro-Ungaria și țările limitrofe din perioada Belle Époque.